# Anna Chlumsky
Anna Maria Chlumsky (Chicago, Illinois, 3 de diciembre de 1980) es una actriz estadounidense, conocida principalmente por protagonizar las películas My Girl (1991), My Girl 2 (1994) y la serie de HBO Veep (2012-2019)

## Carrera
Anna entró en el mundo del espectáculo cuando apenas era una niña, siendo modelo en una campaña publicitaria junto a su madre. Pero la fama le llegó cuando logró ser la protagonista de la película melodramática My Girl, poniéndose en la piel de Vada Sultenfuss, una niña de 11 años que está confundida sobre lo que es la muerte.
En 1994, volvería a interpretar a Vada en My Girl 2, y en 1995 fue el momento de que interpretara un papel distinto, cuando le tocó protagonizar Gold Diggers: The Secret of the Bear Mountain, junto con Christina Ricci.
Columbia Pictures expresó un serio interés en hacer My Girl 3, y un guion estuvo en desarrollo durante varios años desde 2003; según la coestrella de las dos películas anteriores, Dan Aykroyd, Columbia trató de firmar con Chlumsky para que interpretara el papel principal nuevamente.
En 1997 coprotagonizó la película El deseo de un niño, una película trágica basada en un hecho real.
En 2007 participó en un capítulo de la comedia televisiva 30 Rock. También apareció como María Calvino en un capítulo de la famosa serie dramática de NBC Law & Order. En 2010 volvió a aparecer en la serie mencionada, ahora interpretando a Lisa Klein. Además estuvo en tres episodios de Cupido, comedia dramática de ABC.
En 2012 tiene un papel recurrente en la comedia de HBO Veep, junto a Julia Louis-Dreyfus y Tony Hale, donde interpreta a Amy Brookheimer, la asesora principal de la vicepresidenta Selina Mayer (interpretada por Louis-Dreyfus).
En 2017, Chlumsky apareció en la cuarta temporada de Halt and Catch Fire, de AMC, como la Dra. Katie Herman, el interés amoroso de Gordon Clark (Scoot McNairy).
En octubre de 2019, Chlumsky fue elegida para un papel principal, junto a Julia Garner, en la miniserie dramática de Netflix Inventing Anna, basada en el caso real de la estafadora Anna Sorokin.

## Vida personal
En 2002, se graduó de la Universidad de Chicago. En octubre de 2007, la actriz anunció su compromiso con el miembro de la reserva de la armada Shaun So. La actriz se casó el 8 de marzo de 2008 en Brooklyn, Nueva York. En 2013, tuvo a su primera hija, Penelope Joan, y en  2016 a su segunda hija, Clara Elizabeth.

## Filmografía

### Cine
| Año  | Título                                    | Personaje                     | Notas |
| ---- | ----------------------------------------- | ----------------------------- | --- |
| 1991 | My Girl (Mi chica/Mi primer beso)         | Vada Sultenfuss               | Ganadora – MTV Movie Award a mejor beso (compartido con Macaulay Culkin) Nominada – MTV Movie Award a mejor dupla en pantalla (compartido con Macaulay Culkin) |
| 1994 | My Girl 2 (Mi chica 2/Mi primer beso 2)   | Vada Sultenfuss               | |
| 1994 | Trading Mom (Mamá a tu medida)            | Elizabeth Martin              | |
| 1995 | Gold Diggers: The Secret of Bear Mountain | Jody Salerno                  | Ganadora – Premio Young Artist por mejor actriz protagónica juvenil                                                                                            |
| 1997 | El deseo de un niño                       | Missy Chandler                | Telefilme |
| 2005 | Wait                                      | Cara                          | Cortometraje |
| 2007 | Blood Car                                 | Lorraine                      | |
| 2009 | The Good Guy                              | Lisa                          | |
| 2009 | In the Loop                               | Liza Weld                     | |
| 2009 | 12 Men of Christmas                       | Jan Lucas                     | Telefilme |
| 2010 | Civil Unions: A Love Story                |                               | Cortometraje |
| 2011 | Three Weeks, Three Kids                   | Jennifer Mills                | Telefilme |
| 2011 | The Pill                                  | Nelly Storm                   | |
| 2013 | Prez                                      | Mrs. Shelby                   | Cortometraje |
| 2013 | Bert and Arnie's Guide to Friendship      | Sabrina                       | |
| 2014 | Floating Sunflowers                       | June                          | Cortometraje |
| 2015 | The End of the Tour                       | Sarah                         | |
| 2023 | They/Them                                 | Molly Erickson / Angie Phelps | |

### Televisión
| Año         | Título                            | Personaje               | Notas                                                |
| ----------- | --------------------------------- | ----------------------- | ---------------------------------------------------- |
| 1998        | Early Edition                     | Megan Clark             | Episodio: "Teen Angels"                              |
| 2007        | 30 Rock                           | Liz Lemler              | Episodio: "The Fighting Irish"                       |
| 2007 2010   | Law & Order                       | Mary Calvin Liza Klein  | Episodio: "Charity Lost Chase" Episodio: "Innocence" |
| 2009        | Cupido                            | Josie                   | 4 episodios                                          |
| 2009        | Covert Affairs                    | Vivian Long             | Episodio: "I Can't Quit You Baby"                    |
| 2011        | White Collar                      | Agente Melissa Matthews | Episodios: "Where There's a Will", "Countdown"       |
| 2012        | Army Wives                        | Jessica Anderson        | Episodio: "Tough Love"                               |
| 2012        | Law & Order: Special Victims Unit | Jocelyn Paley           | Episodio: "Twenty-Five Acts"                         |
| 2012 - 2019 | Veep                              | Amy Brookheimer         | Elenco principal                                     |
| 2013-2014   | Hannibal                          | Miriam Lass             | Episodios: "Entreé", "Futamono", "Yakimono           |
| 2022        | Inventing Anna                    | Vivian Kent             | Elenco principal                                     |
| 2024        | Evil : Maligno                    | Ellie (Laura)           | T4 ep 11                                             |

## Premios y nominaciones
Premios Emmy
| Año  | Categoría                                  | Trabajo nominado | Resultado |
| ---- | ------------------------------------------ | ---------------- | --------- |
| 2013 | Mejor actriz de reparto - Serie de comedia | Veep             | Nominada  |
| 2014 | Mejor actriz de reparto - Serie de comedia | Veep             | Nominada  |
| 2015 | Mejor actriz de reparto - Serie de comedia | Veep             | Nominada  |
| 2016 | Mejor actriz de reparto - Serie de comedia | Veep             | Nominada  |

Premios del Sindicato de Actores
| Año  | Categoría                        | Trabajo nominado | Resultado |
| ---- | -------------------------------- | ---------------- | --------- |
| 2014 | Mejor reparto - Serie de comedia | Veep             | Nominada  |
| 2015 | Mejor reparto - Serie de comedia | Veep             | Nominada  |
| 2016 | Mejor reparto - Serie de comedia | Veep             | Nominada  |

MTV Movie Awards
| Año  | Categoría               | Trabajo nominado | Resultado |
| ---- | ----------------------- | ---------------- | --------- |
| 1992 | Artista revelación      | My Girl          | Nominada  |
| 1992 | Mejor beso              | My Girl          | Ganadora  |
| 1992 | Mejor dupla en pantalla | My Girl          | Nominada  |

Premios Young Artist
| Año  | Categoría                        | Trabajo nominado                          | Resultado |
| ---- | -------------------------------- | ----------------------------------------- | --------- |
| 1993 | Artista revelación               | My Girl                                   | Ganadora  |
| 1995 | Mejor actriz protagónica juvenil | My Girl 2                                 | Ganadora  |
| 1996 | Mejor actriz protagónica juvenil | Gold Diggers: The Secret of Bear Mountain | Nominada  |